# Grolleau
Pour les articles homonymes, voir Grolleau (homonymie).
Le  grolleau est un cépage de France de raisins noirs.

## Origine et répartition géographique
Le grolleau est un cépage de vigne assez peu répandu en France.
En France, sa culture est en régression : 2 201 hectares en 2004 contre 11 400 en 1958. Elle est surtout concentrée dans la vallée de la Loire.
Le grolleau gris est un peu cultivé en Maine-et-Loire, en Vendée et en Loire-Atlantique. Le grolleau blanc a été signalé dans l'aire d'appellation des Coteaux-du-Layon.

## Caractères ampélographiques
- Extrémité du jeune rameau duveteux blanc à liseré carminé.
- Jeune feuilles aranéeuses, très bronzées
- Feuilles adultes, entière ou à 3 lobes (rarement à 5 lobes) avec un sinus pétiolaire en lyre étroite (parfois fermée), dents ogivales, moyennes, un limbe légèrement pubescent.

## Aptitudes culturales
La maturité est de deuxième époque: 20 jours après le chasselas.

## Potentiel technologique
Les grappes sont assez grosses et les baies sont de taille moyenne. La grappe est tronconique, ailée. Le cépage est vigoureux et il doit être taillé court. Il est sensible à l’excoriose, à la pourriture pédonculaire et le court-noué.
C'est un cépage productif (rendement compris entre 80 et 120 hectolitres à l'hectare). Ses vins sont légers et peu alcooliques. Souvent vinifié en rosé, le grolleau a été classé recommandé dans la vallée de la Loire et le Sud-Ouest.
Cinq clones ont été agréés. Ils portent les numéros 226, 228, 364, 365 et 366

## Synonymes
Le  grolleau est connu sous les noms Bourdalès, Gamay groslot, Grolleau de Cinq-Mars, Grolleau de Tourraine, Grolleau de Tours, Groslot, Moinard, Pineau de Saumur, Plant boisnard, Plant mini

## Variétés et enregistrements OIV
Dans l’ouvrage de l’OIV « Liste internationales des variétés
de vigne et de leurs synonymes », mise à jour du 2013, l’on retrouve la variété Grolleau dans 5 enregistrements. Le détail suit :
| Code OIV | Variété         | Synonymes | Pay | Date       |
| -------- | --------------- | --------- | --- | ---------- |
| 1409     | Grolleau gris G |           | CAN | 01/01/2004 |
| 1409     | Grolleau gris G |           | FRA | 21/01/2013 |
| 1410     | Grolleau N      | Gros Lot  | AUS | 12/09/2011 |
| 1410     | Grolleau N      |           | CAN | 01/01/2004 |
| 1410     | Grolleau N      |           | FRA | 21/01/2013 |

2 enregistrements concernent le Grolleau gris G et 3 le Grolleau N.
Le Grolleau gris G et l’appellation utilisée en France et au Canada.
Le Grolleau N est l’appellation utilisée en Australie, en Canada et en France.
Le Grolleau N dans le territoire d’Australie a également un synonyme. Il s’appelle Gros Lot.